# Лози (зупинний пункт)
Ло́зи — пасажирський зупинний пункт Київської дирекції Південно-Західної залізниці на лінії Київ-Деміївський — Миронівка між станціями Трипілля-Дніпровське (22 км) та Расава (2 км). Розташований у селі Новосілки Кагарлицького району Київської області.

## Пасажирське сполучення
На платформі Лози зупиняються приміські електропоїзди сполученням Київ-Пасажирський — Миронівка.